# Klauzula salwatoryjna
Klauzula salwatoryjna (klauzula salwatoriańska) – postanowienie umowne zastrzeżone w celu utrzymania zawartego przez strony kontraktu na wypadek, gdyby część czynności prawnej okazała się dotknięta nieważnością na skutek sprzeczności z prawem, zasadami współżycia społecznego lub innych wad. Zgodnie z treścią klauzuli salwatoryjnej umowa może pozostawać w mocy pomiędzy stronami w części, w jakiej nie dotyczy jej sankcja nieważności, w miejsce nieważnych postanowień mogą wchodzić inne, wcześniej uzgodnione przez strony warunki, względnie strony mogą zobowiązywać się do uzupełnienia treści umowy o brakujące elementy.
Klauzulę wypracowała praktyka gospodarcza pod rządami niemieckiego kodeksu cywilnego, który w razie nieważności części czynności prawnej nakazuje traktować całą czynność prawną jak nieważną, o ile strony inaczej nie postanowiły (§139 BGB). Z kolei w polskim porządku prawnym w przypadku nieważności części czynności prawnej domniemywa się ważność pozostałych zapisów, chyba że z okoliczności wynika, iż bez postanowień dotkniętych nieważnością czynność nie zostałaby dokonana (art. 58 § 3 Kodeksu cywilnego). Zawarcie w umowie klauzuli salwatoryjnej powoduje, że nie jest konieczne badanie, czy strony dokonałyby czynności bez nieważnych postanowień – klauzula świadczy bowiem o woli utrzymania przez strony ważności umowy nawet w przypadku jej częściowej nieważności.

## Typowe brzmienia klauzuli salwatoryjnej
- Jeżeli jakiekolwiek postanowienia niniejszej umowy okażą się nieważne, nie uchybia to ważności pozostałych;
- Jeżeli postanowienia A,B,C okażą się nieważne, wówczas zastosowanie pomiędzy stronami umowy znajdują postanowienia D,E,F;
- Jeżeli jakiekolwiek postanowienia niniejszej umowy okażą się nieważne, strony zobowiązują się podjąć negocjacje w celu uzupełnienia umowy w tej części;
- Postanowienia umowy niniejszej mają charakter rozłączny, a uznanie któregokolwiek z nich za nieważne, nie uchybia mocy wiążącej pozostałych.